# Hunyady Emese
Hunyady Emese (Budapest, 1966. március 4. –) olimpiai, világ- és Európa-bajnok magyar, majd osztrák gyorskorcsolyázó. Hunyady 1984-től 2002-ig hat téli olimpián vett részt, és számos magyar, valamint osztrák sprintbajnokságon szerzett elsőséget. Pályafutását műkorcsolyázóként kezdte, sikereit gyorskorcsolyázóként aratta.

## Életrajz
Hunyady Emese tíz éves korában részt vett az 1977-es magyar sprintbajnokságon és a juniorok mezőnyében a hatodik helyen végzett. Ekkor még Magyarország színeiben versenyzett, többnyire a juniorok mezőnyében, de részt vett több felnőtt versenysorozatban is. A Volán SC és az MTK voltak a klubjai, 1981 és 1984 között minden évben ő lett az év magyar gyorskorcsolyázója. 1985-ben férjhez ment edzőjéhez, az osztrák Thomas Nemethez és osztrák állampolgárságot szerzett, így ezt követően osztrák színekben versenyzett. Ugyan házassága néhány év múltán válással végződött, de Hunyady ezt követően is Ausztriát képviselte a nemzetközi versenyeken.
Az 1992-es téli olimpián bronzérmet szerzett 3000 méteren. 1994-ben ért pályafutása csúcsára, világbajnok lett, majd olimpiai bajnoki címet szerzett 1500 méteren a norvégiai Lillehammerben, miközben 3000 méteren ezüstérmes lett. 1999-ben újabb világbajnoki címet szerzett, ezúttal is az 1500 méteres távon. 1998-ban ő volt az osztrák küldöttéség zászlóvivője.
1993-ban hozzáment Timo Järvinenhez, akivel egy közös gyermekük született.
Pályafutását térdsérülés miatt kellett befejeznie 2002-ben. Visszavonulását követően lediplomázott, 2012-ben pedig a budapesti gyorskorcsolya Európa-bajnokság szakkommentátora volt. 2001 óta Svájcban él, Zürich közelében.

## Rekordjai

### Világrekord
| Versenyszám | Időeredmény | Dátum             | Helyszín |
| ----------- | ----------- | ----------------- | -------- |
| Samalog     | 164.658     | 1994. március 27. | Calgary  |

### Egyéni rekordjai
| Versenyszám | Időeredmény | Dátum             | Helyszín       | WR      |
| ----------- | ----------- | ----------------- | -------------- | ------- |
| 500 m       | 38.87       | 2001. március 15. | Calgary        | 37.40   |
| 1000 m      | 1:15.99     | 2000. január 30.  | Calgary        | 1:14.61 |
| 1500 m      | 1:56.51     | 2002. február 20. | Salt Lake City | 1:54.38 |
| 3000 m      | 4:06.55     | 2002. február 10. | Salt Lake City | 3:59.26 |
| 5000 m      | 7:15.23     | 1998. február 20. | Nagano         | 7:03.26 |
| Samalog     | 164.885     | 1999. február 7.  | Hamar          | 163.020 |

## Egyéni elismerései
- Osztrák Köztársasági Érdemérem: 1992[8]
- Aranyérem az Osztrák Köztársaságnak nyújtott szolgálataiért: 1994[8]
- Az év osztrák sportolónője: 1994